# Кен Паркер
Кен Паркер је лик из истоименог италијанског стрип-серијала покренутог 1977. године Творци стрипа су сценариста Ђанкарло Берарди (итал. Giancarlo Berardi) и цртач Иво Милацо (итал. Ivo Milazzo). Стрип је популаран у Италији и у земљама бивше Југославије.
Прву епизоду стрипа под називом Дуга пушка (ит. lungo fucile) објавио је италијански издавач Cepim (Boneli) у јуну 1977. године. Међутим, податак на стр. 86 показује да је Милацо на лику Кена Паркера почео да ради још 1974. године. Укупно је објављено 80 епизода стрипа. Последња епизода објављена је у Италији у августу 2015. године.
У бившој Југославији Кена Паркера је објављивао новосадски Дневник у едицији Лунов магнус стрип у периоду 1978—1989. године. Објављено је првих 58 епизода. Остале еpизоде су објављене у Србији у едицији System Comics после 2000. године. У Хрватској је целокупан серијал објављен два пута после 2000. године, у едицији Фибра и Либелус.

## Аутори
Уз Милаца, неке епизоде су нацртали Ђанкарло Алесандрини, Бруно Марафа, Ђорђо Тревизан, Ренцо Калегари, Ђовани Чанти, Карло Амброзини, Серђо Тарквинио, Ренато Полезе, Ђампјеро Казертано, док су сценаристи, уз Берардија, били: Маурицио Мантеро, Алфредо Кастели и Тицијано Склави.

## Инспирација за лик
Кен Паркер је антихерој са Запада инспирисан ликом Џеремаје Џонсона кога је у истоименом филму Сиднија Полака тумачио Роберт Редфорд. Берарди и Милацо су најпре направили класичну вестерн причу, али по гледању филма о Џеремаји Џонсону, покушали су да направе хероја који ”неће бити класичан револвераш, него ловац и водич који се оружјем служи само у самоодбрани”.
Као и Џонсон, Кен Паркер је трапер који је решио да напусти први велеград у САД. (ЛМС-422) Радња већине епизода се углавном одвија на северозападу Америке, а затим, након што је Паркер морао да побегне из Бостона због учешћа у штрајковима, дуж канадске стране границе. 
Рођен је у Буфалу, Вајоминг, 20. новембра 1844. године.

## Теме епизода
Теме стрипова су веома неуобичајене за вестерн јер се баве затварањем у гето, екологијом, канибализмом, старошћу, хомосексуалношћу, судбином човека и његовим односом према Богу. Кен Паркер није типичан каубој који остаје вечно млад као Текс Вилер и јунаци које је глумио Џон Вејн. Кроз серијал стари у односу на прву епизоду која је смештена у 1868. годину, греши, али и мења своје ставове и идеале. Ипак, задржава став: ”Не волим да убијам... чак ни када се то чини неизбежним”.

## Карактер серијала
Овај серијал је потпуно неуобичајен у односу на све остале серијале који су излазили у ЛМС и Златној серији. За разлику од, рецимо, Загора, Малог ренџера или Великог Блека, који су били типични стрип-хероји који су увек знали шта треба да ураде, ретко правили грешке и никада нису улазли у љубавне односе, Кен Паркер је био обичан човек који је често грешио, за то дебело плаћао цену, стално се приспитивао (ЛМС-502), имао љубавне и сексуалне односе (чије су сцене за време обављивања у комунистичкој Југославији били цензуирсани), био способан да буде ироничан и имао безброј дилема. У извесним моментима, Кен је играо улогу анти-хероја (ЛМС-784). Тешко је замислити већину стрипова о Дивљем Западу из тог периода (Циско Кид, Џери Спринг, Лариган) у којима главни јунак на крају не би изашао као победник у потрази за правдом (изузетак би могао да буде Поручник Блубери). С обзиром на то да у послењој епизоди Кен умире, просто је невероватно како је стрип као Кен Паркер уопште прошао међу осталим јунацима ЛМС и ЗС и постигао значајну поуларност.

## Мотивација главних јунака
За разлику од свих осталих ЛМС и ЗС хероја који су увек били мотивисани чистом идејом борбе за правду и бољи свет, Кен Паркер је имао читав низ приватних (личних) мотивација за своје деловање. На пример, у почетку серијала, Кенова главна мотивација је освета. Од ЛМС-422 до ЛМС-444 Кен је у потрази за Доналдом Велшом коме жели да се освети за убиство пријатеља и зато што му је пуцао у главу. У ЛМС-433, Кен добија понуду од локалних тајкуна да постане шериф малог града са циљем да уклони банду локалних насилника која почиње да смета нормализацији привредних односа. Текс Вилер, Загор или Мали ренџер би без размишљања прихватили овакву понуду у име вишег циља, док је Кен најпре одлучно одбија. Прихвата је тек касније када сазнаје да му је драга особа убијена. Другим речима, његов обрачун са зликовцима не произилази из жеље да спашава свет, већ да добије личну сатисфакцију за материјалну или емоционалну повреду (штету) коју је претрпео. То се можда најбоље види у ЛМС-439. Када Кен оптужује Кармен за кријумчарење оружја (којим она снабдева терористичку организацију ”Слободни Мексико”), она му одговара да оправдава употребу оружја из идеала, док су Кенови мотиви лични.
У епизоди ЛМС-466, Кен (заједно са Пат) сређује злогласну Латимерову банду која терорише неколико малих градова на Аљасци. Ипак, кључни мотив за ову борбу против безакоња није осећај за правду, већ потреба да се одужи Пат, која га је спасила из затвора.
Велика покретачка мотивација код Кена су такође секс и љубав (ЛМС-632), као и близак однос са индијанцима, с којима је живео (ЛМС-428). Најекплицитнија изјава о емоционалном давању налазимо у ЛМС-704 када каже да се ”иза великодушности крију амбиси егоизма”. Кена, заправо, ретко покреће чиста жеља за бољим и праведнијим светом и борба против кримналаца као таква, а камоли алтруизам или идеализам. Могло би се рећи да је управо ова лепеза приватних мотивација (достојна једног Корта Малтеза), по коме јунак не улази у сукоб за злом из општих већ приватних мотива, заправо, пресудна карактеристика серијала који га издваја од осталих типичних стрип јунака ЛМС и ЗС.

## Освета
У почетку серијала, освета је главна Кенова мотивација. Већ у 1. епизоди (ЛМС-301), у којој пљачкаши убијају Кеновог брата да би га опљачкали, Кенов главни циљ је да пронађе убицу и освети му се. Убрзо након тога, по доласку Вашингтон (ЛМС-422), Кен креће у потрагу за Доналдом Велшом да би му се осветио што је убио Елија Донехогаву, повереника за индијанска питања, и покушао да убије самог Кена. Ова осветничка потрага траје све до ЛМС-444, када Кен коначно сустиже Велша, и убија га.
Освета је, као и обично, код Кена мотвисана личним схватањем дужности да се врати мило за драго. У ЛМС-439, Кен се сусреће са плаћеним убицом који се распитаује зашто је дошао у Мексико. ”Да убијем човека,” одговара Кен. Када га убица пита да ли се ради о освети, Кен одговара: ”Дужност. Дужност коју осећам према стотинама лешева.”
Освета је честа мотивација и код споредних ликова у серијалу. Примери се могу наћи у ЛМС-487, ЛМС-502, ЛМС-506, ЛМС-510 итд.

## Кенове левичарске идеје
Иво Милацо не крије да је, као особа која је снажно проживела 1968. годину, кроз лик Кен Паркера покушао да публци скрене пажњу на социјалне политичке проблеме.
Кен је скроман човек, који не пада на богатство и луксуз (одлика протестантизма). У ЛМС-433, након што истера из собе помоћника, који види срећу у материјалним добрима, каже себи ”Свако има право на сопствене илузије.”
Тек у 9. и 10. епизоди Кен почиње да износи своје социјалистичке идеје о праведном друштву и праведној расподели. У ЛМС-449, Кен објашњава морнарима како их власник китоловца експлоатише, указујући на његов луксузан живот на броду, док они црнче за њега. У ЛМС-454, након што је им кит уништио брод и неколицина путника се једва спасила негде на Аљасци, Кен улази у сукоб са капетаном Чејзом који још увек жели да командује групом на основу позиције које је имао на броду.
Кен такође захтева од капетана да се његове залихе меса расподеле свима подједнако у групи преживелих бродоломаца, што капетан одбија. Кен и Чејз уазе у физички сукоб због овог питања, након чега Чејз гине.
Најексплицитније левичарске идеје Кен изражава у епизодама Шпијун и Донованови дечаци (ЛМС-748, ЛМС-792). У епизоди Шпијун, Кен налази посао у бостонској фабрици текстила да би у корист локалног моћника надгледао незадовољство радника због ниских надница и недостатка посла. Покушавајући да се приближи радницима, Кен чита Марксов Капитал (да би разумео концепт вишка вредности) и касније и сам учествује у штрајку који организује сијндикат. На страни 88. се у кадру, у лику радника који протествују, појављују Маркс, Кастро, Мао, Стаљин, Лењин и Троцки. Део десничарске италијанске јавности је Берардија и Милаца због овог оптужио за левичарску пропаганду у стрипу. У епизоди Донованови дечаци, аутори показују тешке услове живота нижих социјалних слојева. Кен експлицитно изражава како верује да се вреди борити за бољи свет у коме ће сви имати посао, бити писмени, а деца неће имати потребе да џепаре да би преживела.

## Однос према индијанцима
Кроз Кенов лик прелама се став аутора серијала према нестанку индијанаца са америчког континента. Кен има веома јак осећај солидарности према америчким индијанцима. Овај осећај Кен је имао на самом почетку серијала, али се он додатно оснажује када у Вашингтону упознаје повереника за индијанска питања, Елија Донехогаву, чије убиство организују бели политичари из Конгреса и Сената. (ЛМС-422). Кен је такође провео неколико месеци живећи у племену Хункпапа индијанаца (ЛМС-428), где је упознао њихове обичаје и културу и почео још више да их цени. 
Најекстремније ставове о односу белаца и индијанаца у Америци, међутим, износи Буч Логан, ловац на индијанске скалпове, који је провео детињство у племену Команча (ЛМС-487). Буч је био третиран као роб. Када је имао 18 година побегао је из села и скалпирао индијанца који га је отео када је имао 8 година (побивши претходно читаву његову породицу). Буч оптужује целу белу расу у Америци за истребљење индијанаца, оптужујући и самог Кена за лицемерје, тврдећи како сви белци прећутно одобравају нестанак индијанаца.
У ЛМС-548, Кен најоштрије одбацује расизам, тј. теорију по којој су индијанци нижа врста. За разлику од ЛМС-487, у којој Буч износи лично искуство да би доказао „дивљаштво” индијанаца, овде локални тајкуни шире причу о изабраним и нижим расама. Кен се оштро супротставља таквој подели, тврдећи да за то нема доказа. Аутори стрипа заузимају јасан став да се расизам развио као идеологија мобилизације маса која је тајкунима омогућила да дођу до територије богате златом коју би само они могли да експлоатишу.

## Породица
Стално понављајућа тема је породица и стабилност. Кен је човек немирног духа који у себи носи борбу са потребом да се скраси и заснује породицу. Кен се са овом дилемом суочава први пут у ЛМС-481, када га Пат преклиње да остане с њом на ранчу, док је Кен пита да ли би пошла с њим. 
Имплицитно се ова дилема јавља и у ЛМС-510 у којој Кен помаже удовици Бренди Тејлор да се избори са локалном моћницима, који желе да им Бренда прода ранч. (Моћници су претходно убили Брендиног мужа.) Поред контекста целе епизоде, дилему овде симболизује Кенова пушка. Након што Бредин помоћник похвали његову пушку, Кен поносно одговара како она његовој породици припада већ три генерације. Пушка у овом случају симболише традицију, стабилност, дом и наслеђе, које се преноси с генерације на генерацију. Ипак, Кен у епизоди и не разматра останак на ранчу, иако за то има идеалне услове.
Кеново суочавање са овом дилемом најјаче је у епизоди Авети прошлости (ЛМС-543), у којој се враћа на имање својих родитеља

## Старост и напуштање
Старост и напуштање је једна од сталнопонављајућих тема у серијалу (ЛМС-449, ЛМС-460, ЛМС-500, ЛМС-527, ЛМС-539, ЛМС-593). У ЛМС-449, Дашијел саопштава Кену да жели да га напусти и врати се кући да би време провео с породицом. У ЛМС-460, на крају епизоде, Ењина мајка одлази да умре тако што је Јолу оставља саму на ледини док се не смрзне. Кен је шокиран овим поступком. Ексимски однос према старости у складу је са општим принципом по коме се славе само доласци, док су одласци тужни, па ”не треба примећивати када неко оде.” У ЛМС-500, наредник Меккејб одлази у пензију. Практично је цела епизода посвећена његовом прилагођавању новонасталој ситуацији. На сличну ситуацију наилазимо и у ЛМС-527 где се деда Езра осећа бескорисним (иако има заначјну функцију у путујућој трупи мађионичара Хермеса), све док на крају епизоде не наиђе на жену коју ће волети и остати с њом да живи.
У епизоди Револвераш (ЛМС-539), чувени убица Буил Хикок, Услед старости губи вид и жели да проведе старост мирно. За разлику од осталих епизода у којима оклина одбацује старе, у овој епизоди околина, да тако кажемо, на да старима да оду. Млади револвераши и даље траже Била да би постали веће легенде од њега. Када на крају епизоде, Кен преклиње Барнета да не изазва Била на двобој јер је овај слеп, Барнет верује да је Бил све то измислио, јер је кукавица и хоће да избегне двобој. Коначно, Бил убија Барнета, чиме показује да је, иако полу-слеп, и даље остаје легенда која не може да оде у ”пензију.”
У епизоди Залог љубави (ЛМС-593), на изборима за шерифа у градићу Прескоту (Аризона) побеђује млади кандидат Коул, који тврди да је време револвераша и пуцњаве прошло и да је дошло време економије. Становници воле и претходног шерифа, али сматрају да је превише стар да обавља посао. Када касније четири брата Вамбоу почињу да малтретирају цео град, Коул не успева да изађе на крај са њима. (Браћа га понижавају терајући га да пузи пред њима.) Проблем решава пензионисани шериф Дон, који са једном непокретном руком, успева да у револверашком обрачуну отера браћу Вамбоу из града.
Старење и овакаве врсте растанака се не дешавају ни у једном другом серијалу ЛМС или ЗС у којима јунаци и њихови помоћници храбро иду из авантуре у авантуру, и у којима епизоде заправо и немају крај (нпр. ране епизоде Великог Блека и Кап. Микија). Ово је значајан аспекат стрипа који се појављује на самом крају серијала када Кен умире, видно уморан од авантура које је током живота претурио преко главе.

## Убијање животиња
Кен верује да се животиње могу убијати искључиво зарад преживљавања људи. То се најјасније види у ЛМС-560. Када један од каубоја убија женку бизона која је имала младунче, Кен снажно протествује и подсећа групу да је договор био да се убијају искључиво старији мужјаци. Када му каубој каже да су бизони ”глупе животиње, које не заслужују да живе,” Кен му одговара: ”Исто би се могло рећи и за многе људе, али то није разлог да их убијамо.” Кен одлучно брани овај принцип да је спреман чак и да се потуче због њега.
Мало касније у истој епизоди, Кен даје шире објашњење принципа убијања животиња. Пошто Кен оправдава убиство животиња из нужде, Барбара га пита шта ће се десити када све животиње скупоценог крза буду изумрле. Кен одговара да ће људи онда морати да пређу на другу врсту животиња. Ипак, он се нада да ће увек бити довољно животиња докле год људи поштују принципу да не убијају превише: ”Онај који лови професионално нема рачуна да мења природну равнотежу. Велики масакри су увек дело оних који убијају без потребе, из чисте случајности.”
Кен следи сличан резон и када се ради о убијању људи (ЛМС-584; ЛМС-588). Али овде намеће додатне моралне услове. Наиме, по њему човек не сме да убија хладнокрвно, већ искључиво у самоодбрани. Али не само то: немају сви људи право да суде другим људима, чак и када се докаже да су они злочинци.

## Кен као детектив
Кен је одличан детектив. У епизодама ЛМС-433, 502 Кен пре надлажених органа проналази убице. Тај таленат му касније доноси посао у бостонској агенцији „Национал” у којој такође разрешава неколико случаја убиства (ЛМС-750, 762, 840, СЦ-1, СЦ Специјал бр. 1). Врхунац Кеновог детективског талента видимо у епизоди Лепотица и звер (ЛМС-734) у којој Кен као слепи путник путује возом заједно са Аугустом Дупином, Шерлок Холмсом, Херкул Поаром, Фило Венсом и Елери Квин. Истражујући замршени случај убиства у возу (очигедна алузија на роман Убиство у Оријент Експресу), Кен пре свих њих разрешава мистериозно убиство.

## Насловне странице
Редакција Дневника је за епизоде Кена Паркера веома често избегавала оригиналне Милацове насловнице и уместо њих стављала насловнице домаћих аутора (у почетку их је радио Бранислав Керац) или пресликавала кадрове из епизода. Од укупно 58 епизода које су објављене у Лунов магнус стрипу у периоду од 1978—1989. године, оригинални Милацови акварели су се нашли на насловним странама 28 епизода. Није јасно зашто је редакција ово радила, јер су Милацове насловнице вероватно биле најлепше од свега што је икада објављено у ЛМС и ЗС.
Бранислав Керац, који је нацртао неколико насловних страна за Кен Паркера, објаснио је на ФБ објави 7.12.2021. због чега је тако велики број Милацових насловних акварела замењен насловнима странама домаћих цртача. Разлог за то је што је технички уредник Дневника био убеђен да ће се стрип продати боље само ако се на њему налази акциона сцена. „Нацртај Кена како удара некога... То продаје стрип, а не ово цвеће, дрвеће и лица...“ Керац је тако увек мора да црта насловну како се Кен бије са неким. Највећа полемика водила се између Керца и техничког уредника око насловне стране за епизоду Балада о Пат О’Шејн (ЛМС-466) на коме се налазила само Пат са белом позадином, али је касније Керац морао да дода како Кен у позадини неког удара. Било је и случајева када уредник једноставно прекопирао кадар из епизоде и ставио га на насловну страницу (рецимо, у ЛМС-460, ЛМС -481 или ЛМС-487) или потпуно реколоризовало оригиналне Милацове насловне стране (ЛМС-492).
Редакција је, такође из несхватљивих разлога, често мењала и наслове оригиналних епизода.

## Списак и садржај епизода
Главни текст: Кен Паркер (списак епизода)
Прва епизода К. Паркера је у бившој Југославији објављена 1978. године у Лунов магнус стрипу бр. 301. Објављено је првих 58 епизода, све до 1989. године (ЛМС-845). Након тога следи велика пауза, те се серијал наставља у издању System Comicsa који почиње да објављује епизоде у марту 2003. године. До 2007. год. System Comics је објавио до тада све преостале епизоде из серијала. (Последњу епизоду, Милацо је нацртао тек 2015. године.) Епизоде које је објавио System Comics нису биле цензурисане и имале су оригиналне (Милацове) насловне стране.

## Реприза Кен Паркера у Србији
Стрипарница и издавачка кућа Дарквуд почела је у децембру 2017. године са репризом свих епизода Кен Паркера у свескама са по две епизоде. До сада је објављено првих 24 епизоде у 12 свезака.

## Рецепција Кен Паркера у бившој Југославији
Први значајан ауторски текст о Кену Паркеру у бившој Југославији појавио се у издању Видика 1990. године у виду зборника радова који је приредио Зоран Ђукановић, један од најбољих домаћих познаваоца стрипа. Аутори у зборнику су били Фумети, Бартиери, Гренстеин, Фиосоре, Нербини и Александар Жикић и сам Ђукановић.

## Епизоде Кен Паркера на другим језицима
- Кен Паркер (језик: португалски)
- Преглед издатих стрипова Кена Паркера (језик: енглески)